# Hahnia heterophthalma
Hahnia heterophthalma är en spindelart som beskrevs av Simon 1905. Hahnia heterophthalma ingår i släktet Hahnia och familjen panflöjtsspindlar. Inga underarter finns listade i Catalogue of Life.